# Skřivany (Přišimasy)
Skřivany jsou vesnice v okrese Kolín, součást obce Přišimasy. Nachází se východně od Přišimas, se kterými bezprostředně sousedí.

## Historie
První písemná zmínka o vesnici pochází z roku 1385.

## Přírodní poměry
Na východním okraji vesnice leží jedna z částí přírodní památky Klepec.

## Další fotografie

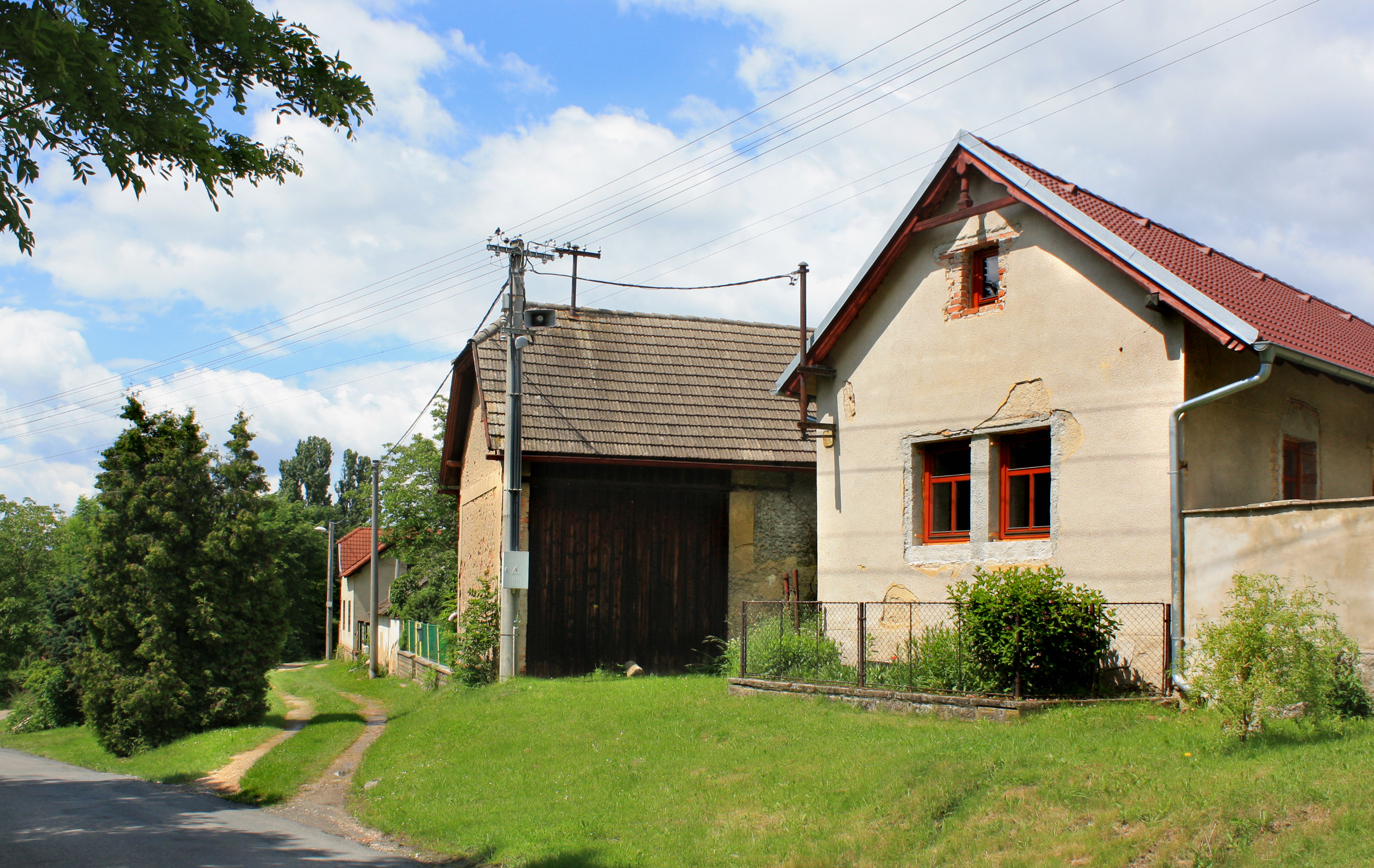
Domky ve středu obce
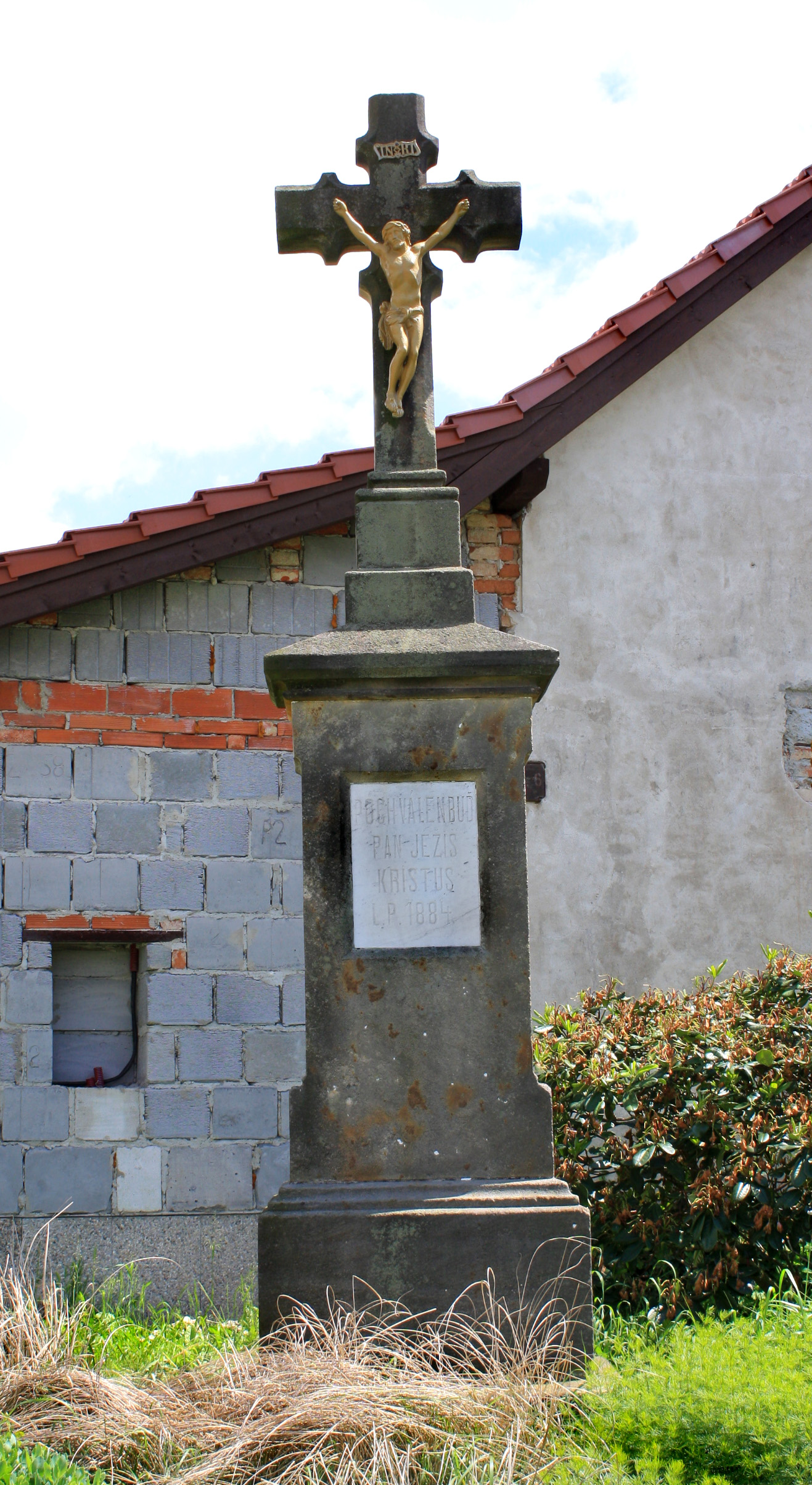
Křížek ve východní části
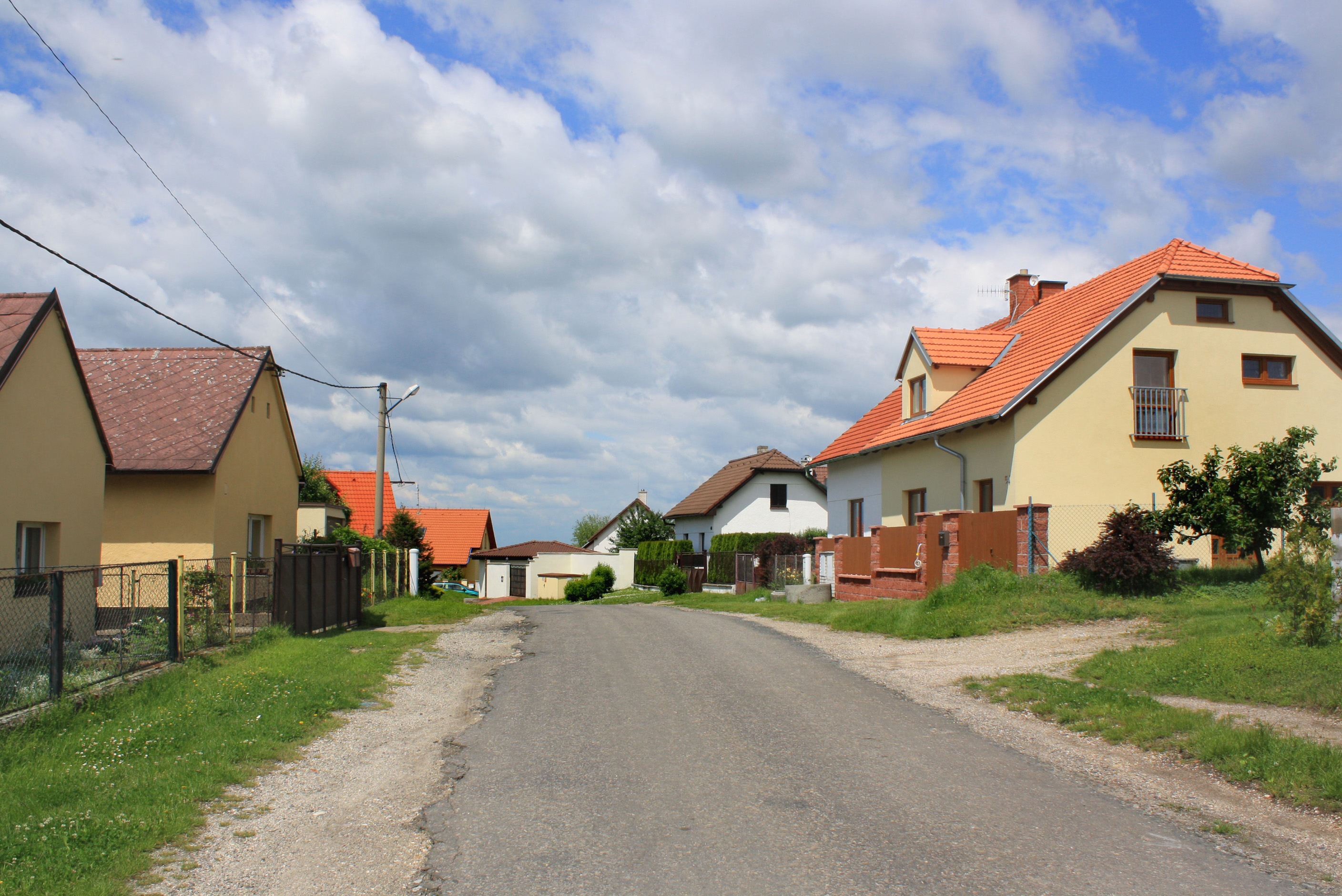
Silnice k Limuzům
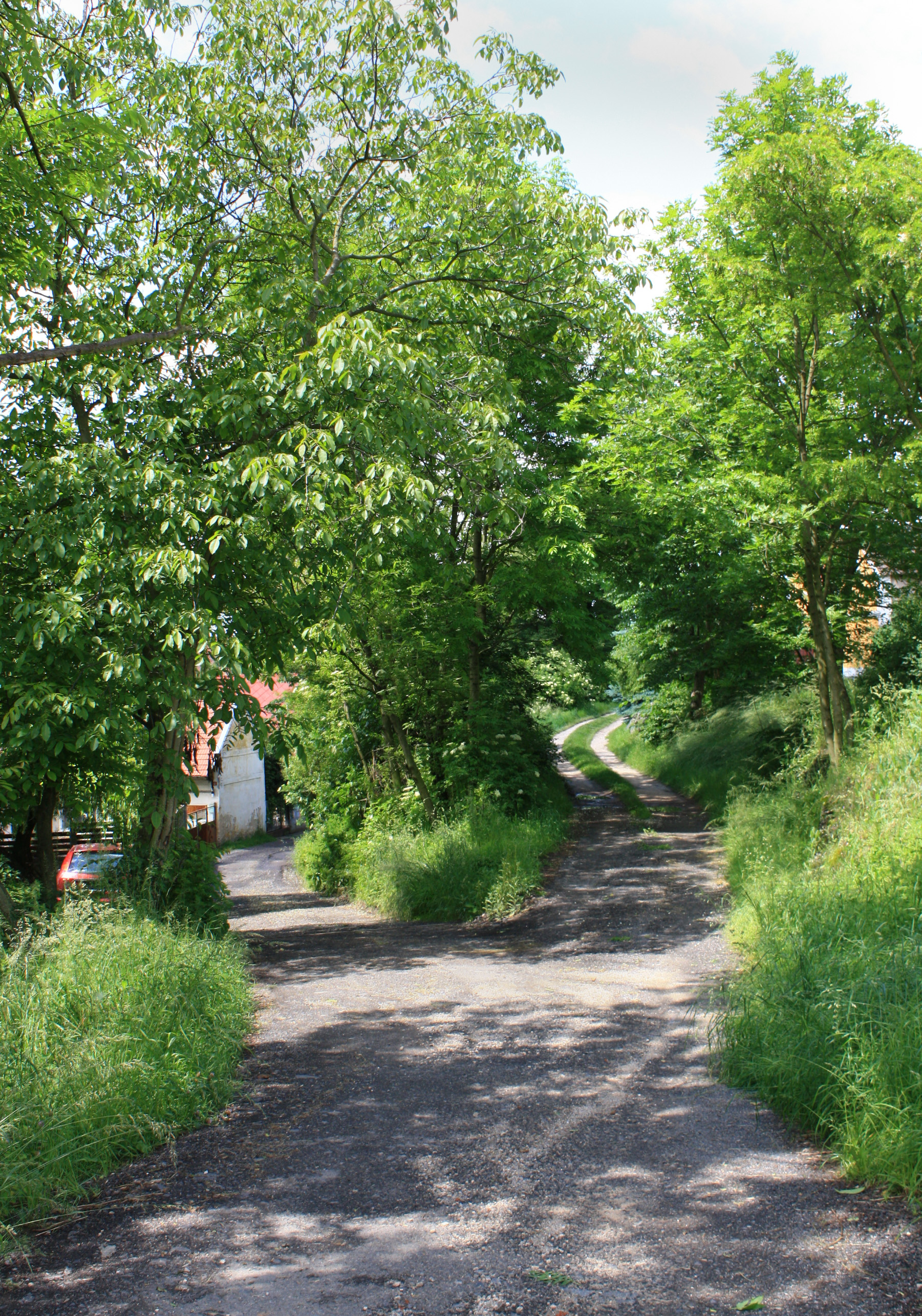
Postranní cesty